# Arab Ahmed Pacha
Ahmed Pacha, dit Arab Ahmed Pacha, fut Beylerbey d'Alger de mars 1572 à mai 1574. Il prit la succession d'Ochali lorsque celui-ci fut appelé à Constantinople à la tête de la flotte turque.

## Biographie
Il était arabe ou maure d'origine. Né à Alexandrie, en Égypte, de parents Fellahs (paysans), il fut élevé dans sa jeunesse avec les Turcs. Il devient ensuite gardien des esclaves à Constantinople, charge très prééminente et de grand profit. Au moment de la nomination d’Ochali au commandement des flottes turques, Arab Ahmed fut pourvu du gouvernement d’Alger. Son nom propre était Ahmed, mais on le nomma Arab Ahmed pour le distinguer des autres Ahmed.
Nommé à Alger, il y resta deux ans et deux mois, passant tout son temps à fortifier la ville dans la crainte d'une attaque chrétienne. Il eut un soin particulier à satisfaire la milice, cette conduite lui concilia l'affection des Turcs. Il rejoignit Ochali lorsque celui-ci reprit Tunis, qui était sous le joug des espagnols depuis la bataille de Lépante. Arab Ahmed se montre diligent et valeureux, laissant Alger sous le gouvernement de Ramdan Pacha.
En 1557 le Sultan Mourad III lui donne gouvernement de Chypre.
Durant son mandat la Régence fut touchée par une épidémie de peste.

## Chute
En 1578, une rébellion de janissaires éclate. Il s'insurgèrent contre lui à Famagouste car il ne rémunérait pas la milice en temps voulu. Il est assassiné.
Son fils Mohammed fut capitaine à Fanal et possédait deux galères bien armées. Il vécut à Constantinople et hérita d'une grande fortune de son père.

## Apparence physique
Arab Ahmed était un homme robuste, charnu et brun, velu et barbu, son poil était noir, et sa stature était moyenne.
Il était naturellement cruel et coléreux.